# Persone di nome Dylan
| Questa pagina contiene informazioni ricavate automaticamente dalle voci biografiche con l'ausilio del template Bio e di un bot. L'aggiornamento è periodico e automatico e ricostruisce completamente la pagina. Se manca una persona in questa lista, sei pregato di non aggiungerla, ma accertati piuttosto che la sua voce biografica contenga il template Bio e che i dati anagrafici siano correttamente compilati. Se il template Bio manca, inseriscilo tu stesso o, in alternativa, metti l'avviso {{tmp\|Bio}} che ne segnala la mancanza. Se i dati riportati sono sbagliati, correggi direttamente la voce biografica; le modifiche saranno visibili in questa lista entro pochi giorni. Per chiarimenti vedi il progetto antroponimi. La lista contiene solo le 119 persone che sono citate nell'enciclopedia e per le quali è stato implementato correttamente il template Bio. Pagina aggiornata al 16 ott 2024. |

Questa è una lista di persone presenti nell'enciclopedia che hanno il prenome Dylan, suddivise per attività principale.

## Allenatori di calcio(1)
- Dylan Kerr, allenatore di calcio e ex calciatore inglese (La Valletta, n. 1967)

## Attori(20)
- Dylan Arnold, attore statunitense (Seattle, n. 1994)
- Dylan Baker, attore statunitense (Syracuse, n. 1959)
- Dylan Bruce, attore canadese (Vancouver, n. 1980)
- Dylan Bruno, attore statunitense (Milford, n. 1972)
- Dylan Everett, attore canadese (Toronto, n. 1995)
- Dylan Kingwell, attore canadese (Vancouver, n. 2004)
- Dylan Kussman, attore e sceneggiatore statunitense (Los Angeles, n. 1971)
- Dylan Llewellyn, attore britannico (Reigate, n. 1992)
- Dylan Minnette, attore, musicista e cantante statunitense (Evansville, n. 1996)
- Dylan Moran, attore, comico e scrittore irlandese (Navan, n. 1971)
- Dylan Neal, attore canadese (Richmond Hill, n. 1969)
- Dylan O'Brien, attore statunitense (New York, n. 1991)
- Dylan Patton, attore e ex modello statunitense (Denton, n. 1992)
- Dylan Playfair, attore canadese (Fort St. James, n. 1992)
- Dylan Robert, attore francese (Marsiglia, n. 2000)
- Dylan Riley Snyder, attore statunitense (Tuscaloosa, n. 1997)
- Dylan Sprayberry, attore statunitense (Houston, n. 1998)
- Dylan e Cole Sprouse, attore statunitense (Arezzo, n. 1992)
- Dylan Sprouse, attore e imprenditore statunitense (Arezzo, n. 1992)
- Dylan Walsh, attore statunitense (Los Angeles, n. 1963)

## Attrici(1)
- Dylan Penn, attrice e modella statunitense (Los Angeles, n. 1991)

## Attrici pornografiche(1)
- Dylan Ryder, ex attrice pornografica statunitense (Fresno, n. 1981)

## Batteristi(1)
- Dylan Howe, batterista e compositore britannico (Hampstead, n. 1969)

## Calciatori(39)
- Dylan Aquino, calciatore argentino (Florencio Varela, n. 2005)
- Dylan Bahamboula, calciatore francese (Grigny, n. 1995)
- Dylan Batubinsika, calciatore francese (Cergy-Pontoise, n. 1996)
- Dylan Borge, calciatore gibilterriano (Gibilterra, n. 2003)
- Dylan Borrero, calciatore colombiano (Palmira, n. 2002)
- Dylan Bronn, calciatore francese (Cannes, n. 1995)
- Dylan Caro, calciatore peruviano (Huaral, n. 1999)
- Dylan Chambost, calciatore francese (Annecy, n. 1997)
- Dylan Collard, calciatore mauriziano (Sydney, n. 2000)
- Dylan Connolly, calciatore irlandese (Dublino, n. 1995)
- Dylan De Belder, calciatore belga (n. 1992)
- Dylan Demuynck, calciatore belga (n. 2004)
- Dylan Duventru, calciatore francese (Troyes, n. 1989)
- Dylan Flores, calciatore costaricano (Desamparados, n. 1993)
- Dylan George, calciatore olandese (Beverwijk, n. 1998)
- Dylan Gissi, calciatore svizzero (Ginevra, n. 1991)
- Dylan Levitt, calciatore gallese (Bodelwyddan, n. 2000)
- Dylan Louiserre, calciatore francese (Saint-Aubin-lès-Elbeuf, n. 1995)
- Dylan Macallister, ex calciatore australiano (Manly, n. 1982)
- Dylan Mbayo, calciatore belga (n. 2001)
- Dylan Mboumbouni, calciatore francese (Lione, n. 1996)
- Dylan McGeouch, calciatore scozzese (Glasgow, n. 1993)
- Dylan McGowan, calciatore australiano (Adelaide, n. 1991)
- Dylan Mertens, calciatore olandese (Amsterdam, n. 1995)
- Dylan Murnane, calciatore australiano (Melbourne, n. 1995)
- Dylan Nandín, calciatore uruguaiano (Montevideo, n. 2002)
- Dylan Nealis, calciatore statunitense (Massapequa, n. 1998)
- Dylan Ouedraogo, calciatore francese (Marsiglia, n. 1998)
- Matatia Paama, calciatore francese (n. 1992)
- Dylan Pierias, calciatore australiano (Melbourne, n. 2000)
- Dylan Remick, ex calciatore statunitense (Inverness, n. 1981)
- Dylan Ryan, calciatore australiano (Wollongong, n. 2000)
- Dylan Saint-Louis, calciatore congolese (Repubblica del Congo) (Gonesse, n. 1995)
- Dylan Seys, calciatore belga (Courtrai, n. 1996)
- Dylan Stadelmann, ex calciatore svizzero (Losanna, n. 1989)
- Dylan Tavares, calciatore svizzero (Ginevra, n. 1996)
- Dylan Teves, calciatore statunitense (Honolulu, n. 2000)
- Dylan Vente, calciatore olandese (Rotterdam, n. 1999)
- Dylan Watts, calciatore irlandese (Dublino, n. 1997)

## Cantanti(2)
- Dylan Kongos, cantante, bassista e chitarrista sudafricano (Londra, n. 1986)
- Dylan Scott, cantante statunitense (Bastrop, n. 1990)

## Cestisti(6)
- Dylan Affo Mama, cestista francese (Argenteuil, n. 1999)
- Dylan Ennis, cestista canadese (Toronto, n. 1991)
- Dylan Osetkowski, cestista statunitense (San Diego, n. 1996)
- Dylan Page, ex cestista statunitense (Amherst, n. 1982)
- Dylan Schommer, cestista svizzero (Bettlach, n. 1997)
- Dylan Windler, cestista statunitense (Indianapolis, n. 1996)

## Chitarristi(1)
- Dylan Carlson, chitarrista e cantante statunitense (Seattle, n. 1968)

## Ciclisti su strada(5)
- Dylan van Baarle, ciclista su strada olandese (Voorburg, n. 1992)
- Dylan Groenewegen, ciclista su strada olandese (Amsterdam, n. 1993)
- Dylan Page, ex ciclista su strada e ex ciclocrossista svizzero (Châtonnaye, n. 1993)
- Dylan Sunderland, ciclista su strada australiano (Inverell, n. 1996)
- Dylan Teuns, ciclista su strada belga (Diest, n. 1992)

## Fumettisti(1)
- Dylan Horrocks, fumettista e disegnatore neozelandese (Auckland, n. 1966)

## Ginnasti(1)
- Dylan Schmidt, ginnasta neozelandese (Southport, n. 1997)

## Giocatori di baseball(2)
- Dylan Bundy, giocatore di baseball statunitense (Tulsa, n. 1992)
- Dylan Cease, giocatore di baseball statunitense (Milton, n. 1995)

## Giocatori di football americano(6)
- Dylan Donahue, giocatore di football americano statunitense (Palo Alto, n. 1992)
- Dylan Gandy, ex giocatore di football americano statunitense (Harlingen, n. 1982)
- Dylan Horton, giocatore di football americano statunitense (Frisco, n. 2000)
- Dylan Laube, giocatore di football americano statunitense (Westhampton, n. 1999)
- Dylan Parham, giocatore di football americano statunitense (Carrollton, n. 1999)
- Dylan Potts, giocatore di football americano statunitense (Sardis, n. 1992)

## Hockeisti su ghiaccio(2)
- Dylan Di Perna, hockeista su ghiaccio canadese (Mississauga, n. 1996)
- Dylan Larkin, hockeista su ghiaccio statunitense (Waterford, n. 1996)

## Imprenditrici(1)
- Dylan Lauren, imprenditrice statunitense (New York, n. 1974)

## Montatori(1)
- Dylan Tichenor, montatore statunitense (Filadelfia, n. 1968)

## Nuotatori(1)
- Dylan Carter, nuotatore trinidadiano (Santa Clara, n. 1996)

## Pallavolisti(1)
- Dylan Davis, pallavolista statunitense (Newport Beach, n. 1991)

## Pattinatori artistici su ghiaccio(1)
- Dylan Moscovitch, ex pattinatore artistico su ghiaccio canadese (Toronto, n. 1984)

## Pattinatori di short track(1)
- Dylan Hoogerwerf, pattinatore di short track olandese (Delft, n. 1995)

## Pesisti(1)
- Dylan Armstrong, pesista e martellista canadese (Kamloops, n. 1981)

## Piloti automobilistici(1)
- Dylan Pereira, pilota automobilistico lussemburghese (Lussemburgo, n. 1997)

## Pistard(2)
- Dylan Bibic, pistard e ciclista su strada canadese (Milton, n. 2003)
- Dylan Kennett, ex pistard e ciclista su strada neozelandese (Christchurch, n. 1994)

## Poeti(1)
- Dylan Thomas, poeta, scrittore e drammaturgo gallese (Swansea, n. 1914 - New York, † 1953)

## Pugili(1)
- Dylan Bregeon, pugile francese (Nantes, n. 1994)

## Rapper(3)
- Dillom, rapper argentino (Buenos Aires, n. 2000)
- Dizzee Rascal, rapper britannico (Londra, n. 1984)
- Landy, rapper e cantante francese (Parigi, n. 1997)

## Registi(1)
- Dylan Kidd, regista e sceneggiatore statunitense (Chicago, n. 1969)

## Rugbisti a 15(3)
- Dylan des Fountain, ex rugbista a 15 e imprenditore sudafricano (Città del Capo, n. 1985)
- Dylan Hartley, ex rugbista a 15 neozelandese (Rotorua, n. 1986)
- Dylan Mika, rugbista a 15 neozelandese (Auckland, n. 1972 - Auckland, † 2018)

## Sciatori freestyle(3)
- Dylan Deschamps, sciatore freestyle canadese (n. 2002)
- Dylan Marcellini, sciatore freestyle statunitense (Walnut Creek, n. 2002)
- Dylan Walczyk, sciatore freestyle statunitense (Rochester, n. 1993)

## Taekwondoka(1)
- Dylan Chellamootoo, taekwondoka francese (Conflans-Sainte-Honorine, n. 1995)

## Tennisti(1)
- Dylan Alcott, ex tennista e ex cestista australiano (Melbourne, n. 1990)

## Tuffatori(1)
- Dylan Vork, tuffatore olandese (n. 2000)

## Velocisti(1)
- Dylan Borlée, velocista belga (Woluwe-Saint-Lambert, n. 1992)

## Wrestler(3)
- Necro Butcher, wrestler statunitense (Morgantown, n. 1973)
- Hornswoggle, wrestler e attore statunitense (Oshkosh, n. 1986)
- Lars Sullivan, ex wrestler statunitense (Westminster, n. 1988)

## Senza attività specificata(1)
- Dylan Thomas, ex snowboarder statunitense (n. 1994)